# 3483 Светлов
3483 Светлов (енгл. 3483 Svetlov) је астероид са средњом удаљеношћу од Сунца која износи 1,932 астрономских јединица (АЈ).
Апсолутна магнитуда астероида је 13,4.